# Fritz Schwarz
Fritz Schwarz fue un deportista alemán que compitió en bobsleigh. Ganó dos medallas en el Campeonato Mundial de Bobsleigh de 1934, oro en la prueba cuádruple y plata en doble.

## Palmarés internacional
| Campeonato Mundial | Campeonato Mundial | Campeonato Mundial | Campeonato Mundial |
| Año                | Lugar              | Medalla            | Prueba             |
| ------------------ | ------------------ | ------------------ | ------------------ |
| 1934               | Engelberg (Suiza)  | Medalla de oro     | Cuádruple          |
| 1934               | Engelberg (Suiza)  | Medalla de plata   | Doble              |